# Tout est relatif (série télévisée)
Tout est relatif (It's All Relative) est une série télévisée américaine en 22 épisodes de 22 minutes créée par Chuck Ranberg et Anne Flett-Giordano, dont vingt épisodes ont été diffusés entre le 1er octobre 2003 et le 6 avril 2004 sur le réseau ABC.
En France, elle a été diffusée à partir du 7 octobre 2005 sur Pink TV.

## Synopsis
La série porte sur deux familles à Boston — une famille irlandaise catholique de classe ouvrière, et l'autre, une famille WASP de la classe supérieure dirigée par un couple homosexuel — qui sont réunies à contrecœur lorsque leurs enfants sont fiancés.

## Distribution
- Reid Scott (VF : Didier Cherbuy) : Bobby O'Neill
- Maggie Lawson (VF : Karine Foviau) : Liz Stoddard-Banks
- Lenny Clarke (en) : Mace O'Neill
- Harriet Sansom Harris (VF : Marie-Martine (actrice)) : Audrey O'Neill
- John Benjamin Hickey (VF : Pierre Tessier) : Philip Stoddard
- Christopher Sieber (en) (VF : Guillaume Orsat) : Simon Banks
- Paige Moss : Maddy O'Neill

 Source et légende : version française (VF) sur RS Doublage

## Production
Le 8 avril 2004, ABC annule la série en retirant de l'horaire les deux derniers épisodes.

## Épisodes
1. titre français inconnu (Pilot)
2. titre français inconnu (Truth and Consequences)
3. titre français inconnu (Hell's Kitchen)
4. titre français inconnu (Take Me Out)
5. titre français inconnu (The Doctor Is Out)
6. titre français inconnu (Waking Uncle Paddy)
7. titre français inconnu (Swangate)
8. titre français inconnu (Road Trippin')
9. titre français inconnu (Thanks, But No Thanks)
10. titre français inconnu (Artistic Differences)
11. titre français inconnu (The Santa That Came to Dinner)
12. titre français inconnu (What's Up)
13. titre français inconnu (And Our Sauce, It Is a Beauty)
14. titre français inconnu (Ready, Aim, Sing!)
15. titre français inconnu (Tackleboxxx / The Love Below)
16. titre français inconnu (Cross My Heart)
17. titre français inconnu (A Long Day's Journey Into Leonard's)
18. titre français inconnu (Oscar Interruptus)
19. titre français inconnu (Who's Camping Now)
20. titre français inconnu (Philip in a China Shop)
21. titre français inconnu (Doggy-Style)
22. titre français inconnu (Fight For Your Invite to Party)